# AWAKE/アウェイク
『AWAKE/アウェイク』は、2021年のアメリカのSFスリラー映画で、ジョセフ・ラソと一緒に書いた脚本をマーク・ラソが監督した作品。出演は、ジーナ・ロドリゲス、ジェニファー・ジェイソン・リー、バリー・ペッパー、フィン・ジョーンズ、シャミア・アンダーソン、アリアナ・グリーンブラット、フランシス・フィッシャー、エリアス・エドラキ、ルシウス・ホヨス、ギル・ベローズ。
本作は、2021年6月9日にNetflixで公開された 。

## あらすじ
元アメリカ陸軍戦闘衛生兵で薬物中毒から立ち直ったジル・アダムス伍長は、地元の大学で警備員として働きながら、研究所から薬を盗んで売っている。彼女は勤務後、祖母のドリスに預けていた息子のノアと娘のマチルダを迎えに行く。
車で帰宅中、車の電源が切れ、他の車に追突されて湖に落ちてしまう。マチルダは溺れかけるが、近くにいた保安官に助けられ、すべての電子機器が故障していることを知る。傷の手当てをしに病院に向かうと、昏睡状態の患者が自然に目を覚ましたという場面に出くわす。その夜、停電が続く中、やむなく戻ったドリスの家で、マチルダを除いて誰もが眠れなくなってしまう。
翌日、職場で薬を探していたジルは軍に護衛されているマーフィー少佐たちに見つかり、治療法を見つけるための新しい研究拠点の立ち上げに同行するように求められる。その申し出を断ったジルは、彼女の助手であるブライアンから「意識不明の人はいない」「不眠症の症状が進行しみんなすぐに死んでしまう」と説明される。ジルはブライアンにマチルダが眠れることを明かし、急いで帰宅すると、ドリスが彼女を教会に連れて行った後であった。
教会では牧師が「マチルダは希望の光である」と説教をしていたが、信徒たちは神をなだめるために彼女を犠牲にしようとする。ジルはブライアンとノアを連れて教会に到着するが、ブライアンは眠ることができるマチルダを渡さなければ軍を連れてくると信徒たちを脅したことで殺されてしまう。睡眠不足による苛立ちから信徒たちがマチルダを生贄にしようとする中、ジルはドリスや牧師の助けを借りて子供たちを連れて、その場を脱出する。その後、ジルはガレージから電気を使用しない古い車を盗み出し、安全な所へと逃げようとするも、ノアからマチルダを治療法を探すマーフィー少佐に預けるように説得される。躊躇するジルは、マーフィー少佐が睡眠遮断拷問を専門とする部隊の指揮官だったことをノアに伝え、治療法を探るためとはいえマチルダが何をされるか分からない不安を吐露する。
道中、無人の図書館に立ち寄り、ノアが見つけた地図を頼りに、マーフィーの研究拠点を探すジル。その最中、無人となった刑務所から逃げ出した囚人がマチルダを後部座席に乗せたままの車を盗み出してしまう。他の囚人たちはノアを渡せとジルを脅すが、車を盗んだ男ドッジに助けられ、彼は一家を助けることを決意するのだった。
研究拠点に到着し、ドッジはここに残って手伝ってもいいと申し出るが、ジルは彼に車を渡し、立ち去るように言う。安全を確認するためにジルは子供たちと別れて、研究員に変装して研究施設に忍び込む。そこで、ジルは何度も採血され非常に状態は悪いがそれでも眠ることができる別の女性を見つける。ベッドに拘束されているその女性から逃がしてほしいと懇願されたジルは、逃がすので自分の代わりにマチルダを育ててほしいと頼むが、自分は何ヶ月も前に死んでおくべきだったと返されてしまう。ジルはマーフィー少佐に見つかり、協力するために来たと嘘をつくが、マーフィー少佐から現時点では治療法がないことを明かされる。現状に落胆したジルは2人のもとへ戻ろうとしたところ、照明弾が上がるのを見て、ドッジと子供たちが兵士たちに発見されたことを知り、マチルダは涙ながらに「眠ることができる」と認めるのだった。
翌日、マチルダは自分がみんなを眠らせる助けになるのかと尋ねると、カッツ博士はマチルダが特別な理由を見つける必要があると答える。彼女は麻酔ガスを投与しても眠れない生体解剖されたチンパンジーを見せられる。カッツ博士は、人間以外の動物で眠れないのはチンパンジーだけだと説明する。マチルダに麻酔ガスを投与すると、彼女は眠ってしまう。マーフィー少佐は、この現象の原因を太陽フレアによって人類の身体の電磁回路が影響を受け、神経系やリンパ系がおかしくなり、体内時計が壊れ、睡眠能力が失われたと推測していた。ジルはマーフィー少佐に娘を解放してくれと頼むが、マーフィー少佐は人類の生存はマチルダにかかっていると言い張る。
ジルは手錠をかけられた部屋でせん妄を起こし、ドッジはこの研究施設で電気技師として働くために精神刺激剤を投与される。眠ることができる女性は心停止して死んでしまう。いよいよ精神が限界に達したジルはノアが自分を殺すと脅している幻覚を見てしまう。一方、本物のノアはマチルダの脳との違いを比較して調べるために連れて行かれる。マチルダはマーフィー少佐に生体解剖されそうになるが、カッツ博士がマーフィー少佐に気泡入りの刺激剤を投与して死亡させる。
兵士たちは睡眠不足で気が狂い、殺し合いを始める。ジルは部屋から脱出し、マチルダを助けに行く。ノアはドッジに助けられるが、ドッジは殺されてしまう。ノア自身も、幻覚を見始めたことで電線を切ってしまい感電死する。ジルとマチルダは除細動器を使って彼を蘇生させようとするが、うまくいかなかった。
翌朝、夢を見ていたと言ってノアが突然目を覚ます。ノアはジルに、研究室に行きたくないという彼女の考えは正しかったこと、そして彼女が彼らを愛し、彼女を必要としていることを知っていることを伝える。マチルダは、自分とノアが眠れたのは、2人が一時的に死んでいたからだと気づく。二人はジルを湖で溺死させ、蘇生させようとする。深く息を吸うとジルの目が開く。

## キャスト
※括弧内は日本語吹替
ジル・アダムス
演 - ジーナ・ロドリゲス | 日本語吹替 - 有賀由樹子
元戦闘衛生兵（通称"68Whiskey"）でフアチカ基地所属の伍長だったが、現在は地元の大学で警備員をしている。
薬物中毒だった過去がある。
ノア
演 - ルシウス・ホヨス | 日本語吹替 - 梶川翔平
ジルの息子
マチルダ
演 - アリアナ・グリーンブラット | 日本語吹替 - 佐野仁香
ジルの娘。眠ることができる。
ダッジ
演 - シャミアー・アンダーソン | 日本語吹替 - 最上嗣生
協力的な囚人
ドリス
演 - フランシス・フィッシャー | 日本語吹替 - 所河ひとみ
ジルの母
マーフィー少佐
演 - ジェニファー・ジェイソン・リー | 日本語吹替 - 長尾
軍に所属する精神科医
ブライアン
演 - フィン・ジョーンズ
マーフィー少佐の助手
Dr. Katz
演 - ギル・ベローズ
新たな拠点で治療法を探るために研究している。
牧師
演 - バリー・ペッパー
教会の牧師
その他のキャスト（蓮岳大、寸石和弘、星野佑典、岩城泰司、さがらこうし、渡部俊樹、横田大輔、石川藍）

## 日本語版
スタジオ：Glovision Inc.
演出：桐川亜紀
翻訳：柏野文映
調整：東田直子
録音：宮崎愛菜
- 日本語字幕：藤原千春

## 製作
2019年5月、ジーナ・ロドリゲスが本作のキャストに加わり、マーク・ラソとジョセフ・ラソの脚本からマークが監督を務め、Netflixが配給することが発表された。2019年8月には、ジェニファー・ジェイソン・リー、バリー・ペッパー、フィン・ジョーンズ、シャミアー・アンダーソン、アリアナ・グリーンブラット、フランシス・フィッシャー、ルシウス・ホヨス、ギル・ベローズが本作のキャストに加わった。
2019年8月に主要撮影を開始した 。

## 批評
レビュー集計サイト"Rotten Tomatoes"では、36人の批評家のうち33％が肯定的な評価をしており、平均評価は5.1/10となっている。同サイトの批評家のコンセンサスは次のようになっている。「散漫で浅い災害映画である『AWAKE/アウェイク』は、観客をスヌーズボタンに向かわせるだろう」。13人の批評家に基づいて100点満点中35点の加重平均点を割り当てたMetacriticによると、本作は「一般的に好ましくない評価」を受けている。
Film CompanionのPrathyush Parasiraman氏は、「『ジェーン・ザ・ヴァージン』で有名なジーナ・ロドリゲス主演の90分の映画は、映像や物語のギミックでは救いようのない平坦さを持っている」と書いている。The Playlistのニック・アレンは「abysmal/救いようのないほど酷い」と評し、この映画に「D」評価をつけた。彼はこの映画について、「たった一つの独創的なアイデアを視覚的なスリルで表現する方法を知らないことを証明しており、このようなホラーにおいてパフォーマンスがいかに重要であるかを愚かにも過小評価している」と書いている。